# Nurgebergte
Het Nurgebergte (Turks: Nur Dağları), voorheen in de klassieke en pre-Turkse periode Amanosgebergte (Grieks: Ἁμανός, Amanos; Latijn: Amanus), is een bergrug in de Turkse provincie Hatay.

## De drie platen
Het Nurgebergte ligt in een seismisch actief gebied omdat evenwijdig eraan aan de oostkant zich de naad bevindt tussen twee tektonische platen, de Anatolische en de Arabische, die daar tegen elkaar aanwrijven. De transforme plaatgrens wordt de Oost-Anatolische breuk genoemd. Aan het zuideinde van het gebergte ligt het noordoostelijke puntje van een derde plaat, de Afrikaanse die aan de Dode-Zeetransform langs de Arabische Plaat schuift. Het dal aan de oostzijde van de bergrug is het noordelijkste uiteinde van de Grote Slenk die doorloopt tot in Mozambique.

## De drie passen
Het gebergte sluit de vlakte van Cilicië af aan de oostzijde en loopt verder naar het zuiden evenwijdig aan de Golf van Iskenderun. Het gebergte heeft een aantal malen in de geschiedenis een strategische rol gespeeld omdat het de kortste weg van Anatolië naar Syrië en Palestina blokkeert.
Er zijn twee passen die toegang geven tot Syrië: de Bahçepas in het noorden die ook wel de Amanuspoort genoemd wordt en de Belenpas bij Iskenderun die ook wel de Syrische poort genoemd wordt. Verder naar het westen aan de andere kant van de vlakte van Cilicië ligt nog een strategische pas, de Gülekpas, die de Cilicische poort genoemd wordt. Deze pas ligt echter in het Taurusgebergte en niet in het Nurgebergte.
In de tijd van de neo-Hettitische vorstendommen vormde het gebergte de grens tussen Que in het westen en Sam'al aan de oostzijde.